# Zayd ibn Haritha al-Kalbi

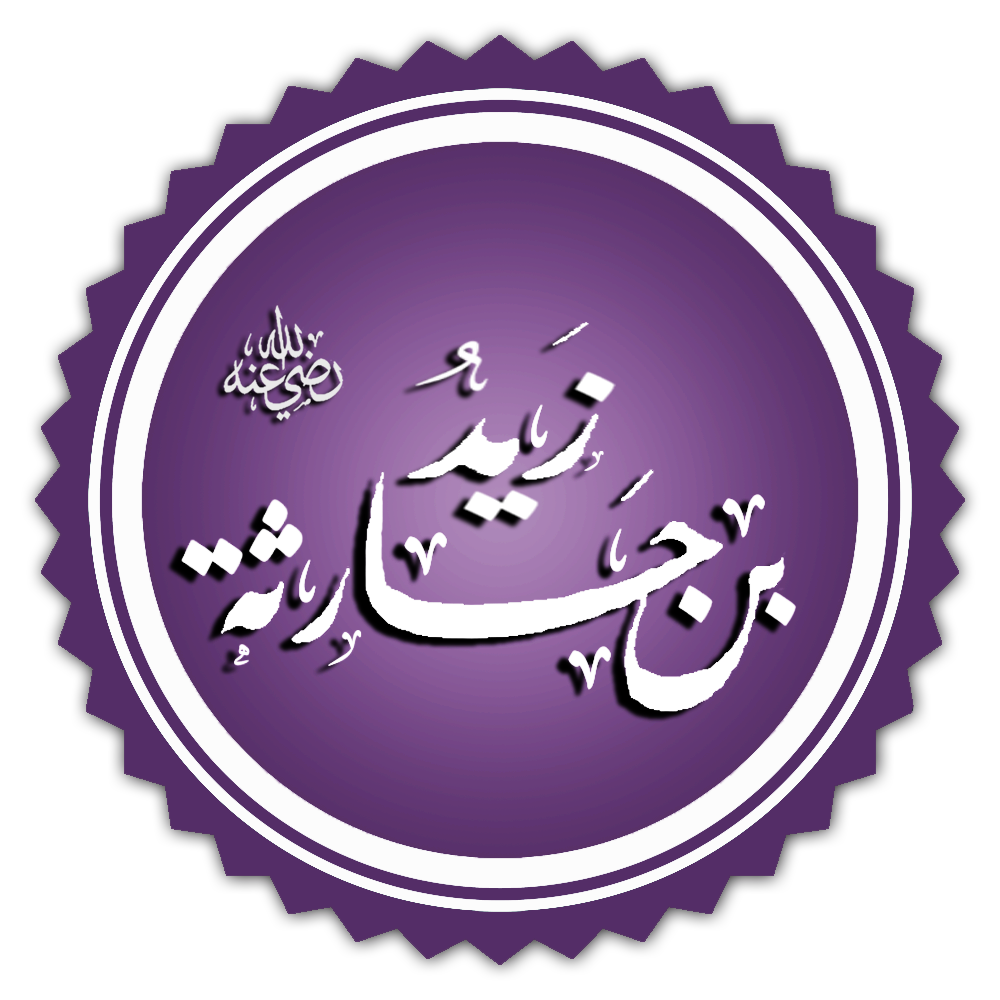
Zayds naam in het Arabisch.

Zayd ibn Haritha al-Kalbi ((ar) زيد بن حارثة الكلبي) (omstreeks ca. 589-629) was een vroege moslim, sahabi en de adoptiezoon van Mohammed. Hij wordt vaak gezien als de vierde persoon die de islam heeft aanvaard, na Mohammeds vrouw Khadija, zijn neef Ali en zijn naaste metgezel Aboe Bakr. Zayd was aanvankelijk een slaaf die door Khadija's neefje voor haar werd gekocht. Uiteindelijk werd hij Mohammads adoptiezoon. Deze status als adoptiezoon werd later geannuleerd nadat Mohammed met Zayds ex-vrouw Zaynab trouwde.
Zayd was een aanvoerder van een vroeg moslimleger en hij leidde een aantal expedities tijdens het leven van Mohammed. Zayd leidde zijn laatste expeditie in september 629 met als doel de Byzantijnse stad Bosra te overvallen. Het moslimleger werd echter onderschept door een Byzantijnse garnizoen en Zayd werd vervolgens gedood in de Slag bij Mu'tah.

## Kindertijd
De overlevering wil dat Zayd tien jaar jonger was dan Mohammed, wat zou betekenen dat hij in 581 geboren zou zijn. Er wordt bovendien gezegd dat hij 55 (maan)jaren oud was bij zijn dood in 629. Daarmee zou 576 zijn geboortejaar zijn geweest.
Hij is geboren in de Udhra-tak van de Kalb-stam in Nadjd in centraal Arabië.
Toen Zayd ongeveer acht jaar was, ging hij met zijn moeder mee op bezoek bij haar familie. Toen ze bij de Maan-stam verbleven, overvielen ruiters van de Qayn-stam hun tenten en ontvoerden Zayd. Ze namen hem mee naar de markt in Ukkaz en verkochten hem als slaaf voor 400 dinar.
Zijn familie zocht tevergeefs naar hem.

## Slavernij in Mekka
Zayd werd gekocht door een koopman van Mekka, Hakim ibn Hizam, die de jongen als geschenk gaf aan zijn tante, Khadija. Hij bleef in haar bezit tot de dag dat ze met Mohammed trouwde en ze hem als bruidsschat aan Mohammed gaf. Mohammed raakte erg gehecht aan Zayd en noemde hem al-Ḥabīb (de geliefde).
Enkele jaren later arriveerden enkele leden van Zayds stam in Mekka tijdens een pelgrimstocht. Ze kwamen Zayd tegen en ze herkenden elkaar. Zayd vroeg aan hen om een bericht naar zijn familie te brengen. Toen Zayds vader en oom het bericht ontvingen, gingen ze meteen naar Mekka toe. Ze vonden Mohammed bij de Kaäba en beloofden hem losgeld als hij Zayd terug bij hen zou brengen. Mohammed reageerde dat Zayd moest worden toegestaan zijn lot te kiezen, maar dat hij vrijgelaten zou worden zonder dat er losgeld werd betaald als hij wenste naar zijn familie terug te keren. Zayd gaf echter aan dat hij Mohammed niet wilde verlaten. Hierop nam Mohammed hem mee naar de trap van de Kaäba waar mensen instemden met wettelijke contracten. Hij kondigde aan de menigte aan dat Zayd zijn zoon geworden was met wederzijdse erfrechten. Toen Zayds vader en oom dit zagen, waren ze tevreden en keerden ze terug naar huis zonder hem.
In overeenstemming met het Arabische gebruik met betrekking tot adoptie in die tijd stond Zayd vanaf toen bekend als Zayd ibn Mohammed (Zayd de zoon van Mohammed) en was een vrije man; sociaal en wettelijk werd hij beschouwd als Mohammeds zoon.

## Bekering tot de islam
Toen Mohammed in 610 meldde dat hij een openbaring van de engel Djibriel had ontvangen was Zayd een van de eerste bekeerlingen tot de islam. Khadija was de eerste die zich tot de islam bekeerde maar ze werd snel gevolgd door de eerste mannelijke bekeerlingen Ali, Zayd en Aboe Bakr.

## Hidjra
In 622 nam Zayd deel aan de Hidjra naar Medina met de andere moslims. Toen Mohammed zich in de stad gevestigd had, drong hij er bij iedere moslim op aan een 'broeder in de religie' te nemen, zodat ieder een bondgenoot in de gemeenschap zou hebben. Zayd werd gekoppeld aan Mohammeds oom Hamza. Net voor zijn dood in 625 vertrouwde Hamza zijn laatste testament toe aan Zayd.
Een aantal maanden later stuurden Mohammed en Aboe Bakr Zayd terug naar Mekka om hun families naar Medina te begeleiden.

## Huwelijk met Zaynab

#### Omstandigheden omtrent het huwelijk
Rond 625 stelde Mohammed aan Zaynab voor met Zayd te trouwen. Zaynab weigerde dit aanvankelijk door te zeggen dat ze een weduwe van de Qoeraisj is. Waarschijnlijk vond ze dat ze van een te hoge klasse afkomstig was om met een voormalige slaaf te trouwen. Nadat Mohammed Soera De Partijscharen aya 36 van de Koran verkondigde, ging Zaynab overstag.
Het past een gelovige man en een gelovige vrouw niet, wanneer Allah en Zijn gezant iets beslist hebben, nog de vrije keus te hebben in hun beschikking. En wie Allah en Zijn gezant trotseert, dwaalt duidelijk.

#### Omstandigheden omtrent de scheiding
De historicus Ibn Sa'd heeft een incident beschreven waarbij Mohammed naar Zayds huis ging. Zayd was niet thuis maar zijn vrouw Zaynab wel. Zaynab vroeg Mohammed naar binnen te komen maar hij weigerde dit. Mohammed draaide zich om en zei: "Glorie zij Allah de Grote! Glorie zij aan Degene die de harten doet keren." Toen Zayd thuiskwam, vertelde Zaynab wat er gebeurd was. Hij vroeg zich af of Mohammed op Zaynab viel en zei dat hij van haar zou scheiden. Mohammed zei dat Zayd Zaynab als vrouw kon houden. Toch scheidde Zayd van Zaynab.
Ook de historicus al-Tabari heeft dit incident beschreven. In zijn beschrijving werd het gordijn dat fungeerde als Zaynabs voordeur door een windvlaag opzij geblazen waardoor Zaynab te zien was terwijl ze slechts een hemd aanhad. Ze kleedde zich snel aan en informeerde Mohammed dat Zayd niet thuis was maar dat Mohammed wel welkom was. Mohammed weigerde naar binnen te gaan. Hij zei: "Alle lof zij Allah, die de harten omkeert!" en vertrok.
Mohammed verwachtte kritiek te krijgen als hij met Zaynab zou trouwen. In de pre-islamitisch periode werd het huwelijk tussen een man en de voormalige echtgenote van zijn geadopteerde zoon afgekeurd. Een geadopteerde zoon werd als een ware zoon gezien waardoor het als incest werd gezien met diens voormalige echtgenote te trouwen. Mohammed "hield in zichzelf" het idee dat hij met Zaynab zou kunnen trouwen zoals beschreven in Soera De Partijscharen vers 37. In hetzelfde vers staat dat Allah Mohammed met Zaynab heeft laten trouwen, zodat de gelovigen zouden zien dat het toegestaan is met de voormalige echtgenote van je geadopteerde zoon te huwen.
Toen jij tot hem, aan wie Allah weldaden geschonken heeft en aan wie jij weldaden geschonken hebt, zei: "Houd jouw vrouw bij je en vrees God" en jij in jezelf verborgen hield wat Allah toch openbaar zou maken en jij voor de mensen vreesde, hoewel het Allah met meer recht toekomt dat jij Hem vreest? Toen Zaid de omgang met haar had beëindigd, hebben Wij haar tot jouw echtgenote gemaakt, opdat er voor de gelovigen geen belemmering zou zijn met betrekking tot de echtgenotes van hun aangenomen zonen, als dezen de omgang met haar beëindigd hebben. Gods beschikking wordt uitgevoerd.
Na het huwelijk begon Mohammed de bestaande Arabische normen af te wijzen. Als gevolg hiervan werd de wettelijke status van adoptie niet meer erkend in de islam. Zayd heette voortaan Zayd ibn Harithah in plaats van Zayd ibn Mohammed, zoals hij voor zijn adoptie heette. In Soera De Partijscharen vers 4 en 5 wordt opgeroepen geadopteerde zonen naar hun biologische vaders te noemen.
Allah heeft voor een man niet twee harten in zijn binnenste gemaakt. En Hij heeft jullie echtgenotes van wie jullie je scheiden [door uit te spreken dat zij als jullie moeders zijn] niet [werkelijk] tot jullie moeders gemaakt. En Hij heeft jullie aangenomen zonen niet [werkelijk] tot jullie zonen gemaakt. Dat is wat jullie met jullie monden zeggen. Maar Allah zegt de waarheid en Hij leidt op de juiste weg. Noemt hen naar hun vaders; dat is rechtmatiger bij God. Maar als jullie hun vaders niet kennen, dan zijn zij jullie broeders in de godsdienst en jullie beschermelingen. Wat jullie daarbij per ongeluk fout doen is voor jullie geen overtreding, maar wel wat jullie uit de grond van jullie harten en opzettelijk doen. En Allah is vergevend en barmhartig.

## Militaire Expedities
Zayd was een van de bekende boogschutters onder Mohammeds metgezellen. Hij heeft gevochten bij de Slag bij Oehoed, de Slag bij de Gracht en de Slag bij Khaybar en was aanwezig bij de expeditie naar Hoedabiya.
Zayd heeft zeven militaire expedities geleid.
1. Al-Qarada in november 624. Hij bemachtigde een karavaan met handelswaar maar de meeste Mekkaanse koopmannen ontsnapten.[16]
2. Al-Jumum in september 627.
3. Al-'Is in oktober 627.[17]
4. At-Taraf,[16] een overval in de Nakhl regio op de "weg naar Irak".[18]
5. Wadi al-Qura. Zayd overviel het gebied in november 627, maar de Fazara-stam zette een tegenaanval in en doodde een aantal moslims. Zayd werd gewond van het slagveld gehaald. Zayd zwoer daarop wraak. Nadat hij in januari 628 was hersteld van zijn verwondingen, keerde hij terug naar Wadi al-Qura met een groter leger. Deze keer versloeg hij de Fazari.[19]
6. Hisma of Khushayn, tegen de Judham-stam[20] in oktober 628.
7. De slag bij Mu'tah in september 629, waarbij Zayd de dood vond.[21]

Umm Qirfa was een lid van de Banu Fazara. Nadat haar dertig ruiters door Zayd waren verslagen beval hij haar dood. Ze werd geëxecuteerd door haar benen met een touw aan twee kamelen vast te knopen zodat ze werd opengereten.

## Dood in de Slag bij Mu'tah
Zayd leidde zijn laatste expeditie in september 629. Een strafexpeditie van 3000 man ging erop uit om de dood van een gezant te wreken. Dit leger werd echter bij het dorp Mut'ah in het hedendaagse Jordanië onderschept door een veel groter Byzantijns garizoen. Zayd hield de standaard vast tijdens deze slag totdat hij door een speer werd geraakt en doodbloedde. De twee andere leiders, Ja`far ibn Abī Tālib en `Abd Allāh ibn Rawāḥah, werden ook gedood en het moslimleger sloeg op de vlucht.
Toen Mohammed over Zayds dood hoorde, ging hij naar Zayds familie. Naar verluidt huilde Mohammed totdat hij snikte.